# Xã Nordland, Quận Lyon, Minnesota
Xã Nordland (tiếng Anh: Nordland Township) là một xã thuộc quận Lyon, tiểu bang Minnesota, Hoa Kỳ. Năm 2010, dân số của xã này là 213 người.